# Wuppenau
Wuppenau is een gemeente en plaats in het Zwitserse kanton Thurgau, en maakt deel uit van het district Weinfelden.
Wuppenau telt 1016 inwoners.